# The Rider
Pour les articles homonymes, voir Rider.
Pour plus de détails, voir Fiche technique et Distribution.
The Rider est un film dramatique américain écrit et réalisé par Chloé Zhao et sorti en 2017. 
Il est présenté à la Quinzaine des réalisateurs au Festival de Cannes 2017 où il remporte le Prix Art Cinema du meilleur film de cette sélection parallèle.
Il est sélectionné au Festival du cinéma américain de Deauville 2017 où il remporte le Grand prix.

## Synopsis
Brady Blackburn, ex étoile montante du rodéo, essaye de trouver un nouveau sens à sa vie après un accident. 

## Fiche technique
- Titre : The Rider
- Réalisation : Chloé Zhao
- Scénario : Chloé Zhao
- Photographie : Joshua James Richards
- Montage : Alex O'Flinn
- Musique : Nathan Halpern
- Supervision musicale : Ben Sokoler
- Son : Mike Wolf Snyder
- Producteurs : Chloé Zhao, Bert Hamelinck, Mollye Asher, Sacha Ben Harroche
- Coordinatrice de production : Sarah R. Lotfi
- Production : Highwayman Films, Caviar
- Distribution en France : Les Films du Losange
- Pays d'origine : États-Unis
- Langue originale : anglais
- Format : couleur
- Genre : dramatique
- Durée : 104 minutes
- Dates de sortie :
  - France : 20 mai 2017 (Festival de Cannes), 28 mars 2018 (sortie nationale)
  - États-Unis : 13 avril 2018

## Distribution
- Brady Jandreau : Brady Blackburn
- Tim Jandreau : Wayne Blackburn
- Lilly Jandreau : Lilly Blackburn
- Cat Clifford : Cat Clifford
- Terri Dawn Pourier : Terri Dawn Pourier
- Lane Scott : Lane Scott
- Tanner Langdeau : Tanner Langdeau
- James Calhoon : James Calhoon
- Derrick Janis : Victor Chasinghawk

## Production

### Attribution des rôles
Les acteurs ne sont pas professionnels.

### Tournage
Le tournage a lieu dans la Réserve indienne de Pine Ridge en septembre 2016 .

## Sortie

### Accueil critique
En France, le site Allociné recense une moyenne des critiques presse de 4,2/5, et des critiques spectateurs à 4,1/5.
Pour Jean-Michel Frodon, « À la fois documentaire et fiction, le film de Chloé Zhao accompagne un jeune homme de la communauté sioux dans un parcours où les drames quotidiens se dessinent sur un horizon mythique. »
Pour Thomas Sotinel du Monde, « comme son premier long-métrage, Les Chansons que mes frères m'ont apprises (2015), The Rider a été tourné sur une réserve sioux du Dakota du Sud. On y retrouve les mêmes espaces sublimes et désolés des Badlands, le même tissu social fragile qui entrecroise la mémoire du destin des premières nations et la précarité, économique et sanitaire. [...] Lorsque le film traverse un instant l'iconographie du western classique – un homme coiffé d'un grand chapeau qui traverse une plaine à cheval –, le genre prend alors une vigueur nouvelle, faite du deuil de ce que la conquête de l'Ouest a détruit et de la vitalité de ceux qui y ont survécu. ».
Pour Jérémie Couston de Télérama, « dans des paysages sublimes, toujours filmés à l'aube ou au crépuscule, pour donner des couleurs à des existences qui en manquent cruellement, Chloé Zhao aborde, en creux, des questions aussi cruciales que l'assimilation, la relation homme-animal, la nature et la culture. Ses cow-boys indiens anachroniques, que le monde moderne voudrait contraindre à travailler au supermarché, en évoquent bien d'autres, dont les fantômes hollywoodiens surgissent dans les plaines et collines du Dakota. ».

### Box-office
- France : 94 720 entrées[8]

## Distinctions

### Récompenses
- 2017 : Prix Art Cinema du meilleur film de la Quinzaine des réalisateurs au Festival de Cannes 2017.
- 2017 : Grand prix au Festival du cinéma américain de Deauville 2017.

### Sélection
- Festival international du film de Toronto 2017 : sélection en section Special Presentations.